# Barbosella cogniauxiana
Barbosella cogniauxiana, es un especie de orquídea epifita originaria del estado de Sao Paulo de Brasil.

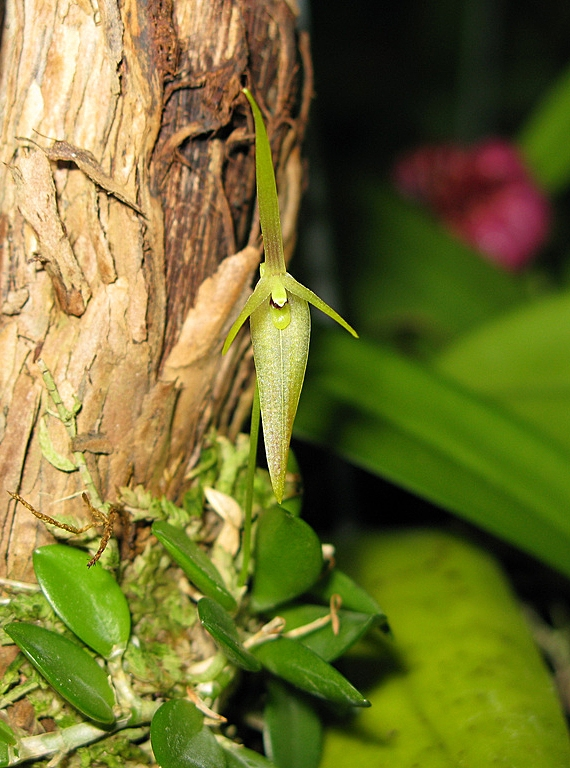
Detalle de la flor

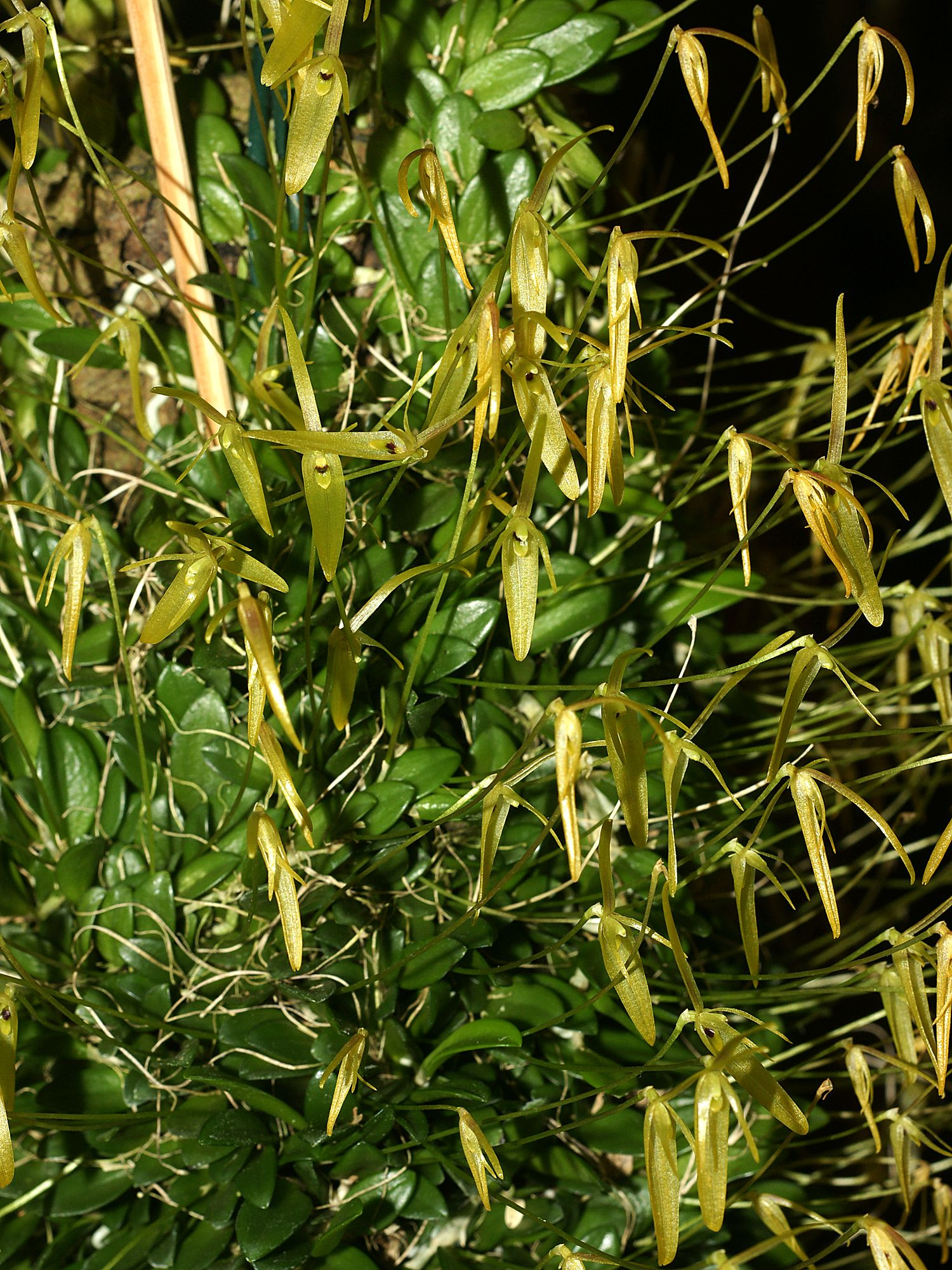
Vista de la planta

## Descripción
Es una orquídea de pequeño tamaño que prefiere un clima cálido al fresco, con un hábito epífita. Tiene una ramicaule erguida llevando una sola hoja, apical, erecta, coriácea, de color verde claro, subulada, estrechándose gradualmente abajo en la base peciolada. Florece en una inflorescencia erecta, de 7 cm de largo que se mantiene por encima de las hojas y se produce en la primavera.

## Distribución
Se encuentra en el estado de Sao Paulo de Brasil en bosques muy húmedos. 

## Taxonomía
Barbosella cogniauxiana fue descrita por (Speg. & Kraenzl.) Schltr. y publicado en Repertorium Specierum Novarum Regni Vegetabilis 15: 260. 1918.
Etimología
Barbosella: nombre genérico que fue otorgado en honor de João Barbosa Rodrigues, investigador de orquídeas brasileñas.
cogniauxiana: epíteto otorgado en honor del botánico francés Célestin Alfred Cogniaux.
Sinónimos
- Barbosella handroi Hoehne
- Barbosella porschii (Kraenzl.) Schltr.
- Barbosella riograndensis Dutra ex Pabst
- Pleurothallis spegazziniana L.O.Williams
- Restrepia cogniauxiana Speg. & Kraenzl.
- Restrepia porschii Kraenzl.[4][5]